# Janusz Stega
Janusz Stega, né le 26 septembre 1958 à Cracovie (en polonais : Krakow), est un artiste peintre, plasticien  et photographe.

## Biographie
Janusz Stega est né le 26 septembre 1958 à Cracovie en Pologne. Il émigre avec sa famille au début des années 1960 dans le nord de la France. À la suite de ses études artistiques supérieures en Pologne, il étudie à l'École supérieure d'art du Nord-Pas de Calais / Dunkerque-Tourcoing et obtient un Diplôme national supérieur d'expression plastique ,  en 1978, il remplace le pinceau par le rouleau à motifs,. En 2003, il est invité à séjourner à la Villa Kujoyama, à Kyoto, Japon . Il vit et travaille à Lille. Au début des années 80 il a également été membre interprète du groupe de cold wave Après guerre. 

## Technique et présentation
Il puise en partie son inspiration des peintures et décorations murales traditionnelles qui ornaient les intérieurs des maisons polonaises,.
Il est interventionniste. Sur des fonds unis de différentes couleurs, il reproduit des motifs linéaires répétitifs en traits argentés. Il travaille  entre autres sur des murs de galeries ou chez des particuliers.

## Œuvres
- 1992, Les Déplacés, ensemble de toile sur châssis[8].
- 1998, Papier Trauma utilisation d'une photographie prise par un nazi et projetée sur papier sensible à échelle humaine[8]
- 1999, une série de dix tableaux[8].
- 1999, dalle à motifs, Musée Promenade, Digne-les-Bains[13].
- 2002, Motif d’égout[8].

## Expositions

### Collectives
- 1983, Lille,  France[4]
- 1989 à 1992, 1996 à 2001,  France[14]
- 1996 et 1998,  Pologne[14]
- 2000,  Belgique[6],[14]
- 2007, Foire de Cologne  Allemagne[15],  Norvège, Corée,  Japon[6]

### Solos
- 1988, gal. du 69, Lille,  France[4]
- 1991, Galerie de l'ARIAP, Lille,  France[14]
- 1992 Le Vivat, Armentières (62),  France[14]
- 1994[4] ou 1995, Galerie OKOP, Olsztyn,  Pologne[14]
- 1996 Domus I, Artconnexion, Lille,  France[14]
- 1997 Espace Lumière, Hénin-Beaumont,  France[14]
- 2000 Médiathèque Marguerite Yourcenar, Faches-Thumesnil,  France[14]
- 2001 Les Déplacés, FRAC Nord, Dunkerque,  France[14]
- 2003, villa Kujoyama, Kyoto,  Japon[4]
- ?, Galerie Ucher, Cologne,  Allemagne[6]
- ?, Musée d’Arras,  France[6]

## Collections permanentes
Musée Centre de la Gravure et de l'Image imprimée de la Fédération Wallonie-Bruxelles